# Drepanogynis amethystina
Drepanogynis amethystina är en fjärilsart som beskrevs av Claude Herbulot 1960. Drepanogynis amethystina ingår i släktet Drepanogynis och familjen mätare. Inga underarter finns listade i Catalogue of Life.